# 愛在何方/盡情去愛的HAPPY LIFE
「AinoArika / 盡情去愛的HAPPY LIFE」(AinoArika/愛すればもっとハッピーライフ) 是Hey!Say!JUMP的第12张单曲。於2014年2月5日由J Storm发售。

## 概要
与前作「Ride With Me」相隔約1個月後發售。是2014年首張發售的单曲。亦是自第三作「Your Seed/冒險騎士」以來，相隔6年再發售的雙面單曲。
分为初回限定盘1、初回限定盘2、初回限定盘3、通常盘4种形式发售。
标题曲「AinoArika」是Hey!Say!JUMP成員八乙女光及伊野尾慧所參演的電視劇『ダークシステム戀の王座決定戦』的主題歌。而「盡情去愛的HAPPY LIFE」則被採用為由全體成員出演的『佛蒙特咖哩』廣告的歌曲。

## 收录曲

### 初回限定盘1

#### CD
1. AinoArika   [5:17]
  - 作詞・作曲：HIKARI、RAP詞：八乙女光、編曲：高橋哲也
2. 盡情去愛的HAPPY LIFE [4:10]
作詞・作曲：川浦正大、編曲：CHOKKAKU

#### DVD
1. AinoArika （音乐影片）
2. AinoArika  (Making映像)

### 初回限定盘2

#### CD
1. 盡情去愛的HAPPY LIFE
2. AinoArika

#### DVD
1. 盡情去愛的HAPPY LIFE （音乐影片）
2. 盡情去愛的HAPPY LIFE  (Making映像)

### 初回限定盘3

#### CD
1. AinoArika
2. 盡情去愛的HAPPY LIFE
3. 桜、咲いたよ [4:06]
作詞・作曲：作田雅弥、ラップ詞：有岡大貴、編曲：h-wonder
4. OUR FUTURE [3:56]
作詞：亜美、作曲：重永亮介、編曲：家原正樹
5. AinoArika（Instrumental）
6. 盡情去愛的HAPPY LIFE（Instrumental）
7. 桜、咲いたよ（Instrumental）
8. OUR FUTURE（Instrumental）

### 通常盘

#### CD
1. AinoArika
2. 盡情去愛的HAPPY LIFE
3. Oh! My Jelly! 〜僕らはOK〜 [3:58] - Hey! Say! 7
作詞：Vandrythem、作曲：アキダス・石塚知生、編曲：石塚知生
4. スギルセツナ [3:33] - Hey! Say! BEST
作詞：kenko-p、作曲・編曲：SOAR、ストリングスアレンジ：Dong-uk Lee
5. AinoArika（Instrumental）
6. 盡情去愛的HAPPY LIFE（Instrumental）
7. Oh! My Jelly! 〜僕らはOK〜（Instrumental）
8. スギルセツナ（Instrumental）